# 绢毛马铃苣苔
绢毛马铃苣苔（学名：Oreocharis sericea），为苦苣苔科马铃苣苔属下的一个植物种。